# Anachalcos procerus
Anachalcos procerus är en skalbaggsart som beskrevs av Gerstaecker 1871. Anachalcos procerus ingår i släktet Anachalcos och familjen bladhorningar. Inga underarter finns listade i Catalogue of Life.